# Gentil Marques
Gentil Esteveira Marques (Lisboa, 13 de Setembro de 1918 - Lisboa, 19 de Julho de 1991) foi um escritor, jornalista, cineasta e radialista português. 
Licenciado em Biologia, veio, contudo, a dedicar-se quase exclusivamente à escrita, cinema e rádio.
Publicou largas dezenas de títulos, em grande parte ficção e biografias, sendo o mais conhecido "Lendas de Portugal". Nas biografias, um dos seus mais importantes trabalhos é uma história da vida de Eça de Queirós. No cinema, uma das suas obras é o filme "Nau Catrineta", do qual foi realizador, sendo também de realçar o documentário que efectuou sobre a Exposição do Mundo Português, realizada em Belém em 1940. 
De entre as várias publicações que dirigiu, ou em que colaborou, salienta-se o "Jornal de Turismo", (de que era também proprietário), uma conceituada publicação dessa área. Foi também Coordenador do "Voz das Misericórdias", jornal da União das Misericórdias Portuguesas. 
Foi casado com a  escritora Mariália, que com ele colaborou em toda a sua vida profissional. Tendo enviuvado, Gentil Marques não voltaria a casar. Um dos livros de Mariália é "Há sempre um amanhã".